# Mario Corsi
Mario Corsi (Roma, 26 agosto 1958) è un conduttore radiofonico ed ex terrorista italiano.
Soprannominato "Marione", ex militante dei Nuclei Armati Rivoluzionari - organizzazione terroristica di estrema destra attiva fra il 1977 ed il 1983 - è stato accusato di numerosi fatti di cronaca nera, fra cui gli omicidi di Fausto Tinelli e Lorenzo Iannucci, due studenti milanesi appartenenti al centro sociale Leoncavallo, e di Ivo Zini, studente universitario romano con simpatie di sinistra. In seguito a un lungo percorso giudiziario, che lo ha visto in un primo tempo condannato, Corsi nel 1989 è stato assolto dall'accusa dell'omicidio di Zini con sentenza definitiva in Cassazione, mentre il caso Tinelli e Iannucci è stato archiviato nel 2000 per insufficienza di prove (alcuni elementi erano indiziari, mentre altre prove sono state distrutte o sono sparite).

## Militanza neofascista e vicende giudiziarie
Cresciuto nel quartiere romano della Balduina, nel 1977 entra nel gruppo terroristico dei NAR, Gruppo Prati.
Nel 1978 è indiziato, con Massimo Carminati e Claudio Bracci, dell'omicidio di Fausto e Iaio, due ragazzi del centro sociale Leoncavallo di Milano, uccisi con 8 colpi calibro 32 a Milano, in via Mancinelli; nello stesso anno, assieme a Valerio Fioravanti e Guido Zappavigna, è anche accusato di aver progettato l'attentato nei confronti di Andrea Bellini.
Come cita il procedimento penale concernente l'omicidio di Fausto Tinelli e Lorenzo Iannucci, alcuni degli indizi che portano all'incriminazione di Corsi da parte del Giudice istruttore Guido Salvini sono:
La disponibilità di tali fotografie appare assolutamente ingiustificata trattandosi non di fotografie di camerati, ma di avversari politici caduti per di più in un'altra città;»
In tale città, in quel periodo prestava servizio militare un altro esponente del F.U.A.N., Guido Zappavigna, mentre Mario Spotti si era poco tempo prima recato a Roma per acquistare una pistola da Franco Anselmi.
Mario Spotti ha inoltre ammesso di avere distrutto la propria agenda del 1978 che poteva fornire ulteriori dettagli dei legami logistici fra Roma e la Lombardia.
Lo stesso, coinvolto in altre vicende di armi a Bolzano, si è suicidato circa 2 anni or sono.»
In particolare Paolo Bianchi avrebbe ricevuto dal Corsi una sorta di confessione diretta e caratterizzata da qualche particolare (cfr. episodio della cabina telefonica) in occasione di una successiva azione di autofinanziamento commessa in comune con il gruppo di CORSI;»
Angelo Izzo ha infatti dichiarato di avere appreso da Valerio Fioravanti e Mario CORSI che costoro si erano recati a Milano, nel 1979 , insieme a Guido Zappavigna con l'intenzione di uccidere Andrea Bellini, esponente prima del gruppo Casoretto e poi del Circolo Leoncavallo, che allora era sospettato di avere partecipato all'uccisione dello studente missino Sergio Ramelli (cfr. interrogatori Izzo, 4.5.1988, 14.3.1989 e 19.9.1991). In tale occasione Guido Zappavigna aveva preso alloggio presso un albergo, portando con sé le armi necessarie per l'azione, e Valerio Fioravanti gli aveva addirittura chiesto di provare uno dei silenziatori sparando un colpo all'interno della camera.
Il gruppo appoggiato da una struttura logistica milanese conosciuta da Fioravanti, aveva avuto a disposizione un furgone con targhe false, ma, dopo alcuni appostamenti, non avendo potuto vedere Bellini, aveva rinunciato all'operazione.
In tale occasione Mario Corsi si era lamentato con Fioravanti in quanto per l'azione dell'anno precedente egli non aveva potuto usufruire degli appoggi logistici di cui FIORAVANTI disponeva a Milano.»
Tra le varie piste con altri delitti avvenuti a militanti della sinistra il giudice istruttore trova alcuni collegamenti:
Il 7 dicembre 1979 è arrestato con l'accusa di aver rapinato insieme a Massimo Morsello e Guido Zappavigna, un orefice di Roma; fatti che portano il Sostituto Procuratore di Roma, dottor Mario Amato, in seguito ucciso da un comando NAR, a emettere contro di lui un ordine di cattura per partecipazione ad associazione sovversiva armata.
Il 28 agosto 1980 viene arrestato nell'ambito dell'inchiesta sulla strage della stazione di Bologna insieme ad altri appartenenti al gruppo NAR. Fra i 28 ordini di cattura vi sono quelli a carico di Roberto Fiore, Gabriele Adinolfi, Francesca Mambro, Valerio Fioravanti, Aldo Semerari e Maurizio Neri. Gli arrestati sono subito interrogati a Ferrara, Roma, Padova e Parma. Saranno poi tutti rilasciati nel 1981.

Il 20 aprile 1982 il Tribunale di Roma condanna Corsi, assieme a Massimo Morsello, Emanuele Appio e Maurizio Catena, per l'assalto del 1979 alla scuola romana Fratelli Bandiera.

Il 28 maggio dello stesso anno viene rinviato a giudizio insieme ad altri 55 militanti dei NAR, ai quali il giudice istruttore contesta 
Nel 1984 è condannato per gli incendi nei cinema "Induno" e "Gardena", avvenuti a Roma tra il 1979 e il 1980. Nel 1985 è recluso nel carcere romano di Rebibbia.
Nel dicembre dello stesso anno viene accusato dell'omicidio del giovane simpatizzante del Pci Ivo Zini, freddato in Via Appia nel 1978 mentre leggeva l'Unità su una bacheca. Nel maggio 1985 con la sentenza denominata Nar 1 Corsi riceve una condanna a 9 anni (mentre per il delitto Zini viene prosciolto per non aver commesso il fatto), sentenza poi ribaltata al secondo grado. In appello Corsi viene condannato a 23 anni di carcere. Per lui la Corte d'Assise di Appello di Roma emette un mandato di cattura. Il 9 aprile 1987, la Cassazione dispone un nuovo processo per Corsi relativo sempre a Zini e Corsi ottiene l'assoluzione, ratificata poi definitivamente nel 1989.
Si riapre nel 1991 il procedimento a suo carico per il delitto di Fausto e Iaio, per il quale era stato prosciolto. Dopo nove anni, il 24 settembre 1999, il pubblico ministero di Milano Stefano Dambruoso chiede l'archiviazione del procedimento.
Il 27 settembre 1996 viene arrestato assieme ad altri esponenti della tifoseria romanista; l'accusa è di aver esercitato pressioni su dirigenti della società giallorossa, orientando contro di essi l'opinione pubblica della piazza tramite mezzo radiofonico, ed esigendo pacchetti di ingressi gratuiti allo stadio delle partite della Roma, paventando probabili disordini sugli spalti. Gli arrestati sono inoltre accusati di effettuare irruzioni in alcune radio private romane, per obbligare le stesse a farli partecipare alle loro trasmissioni e a leggere i loro comunicati; di minacciare giornalisti e cronisti sportivi di quotidiani romani; di esporre allo stadio striscioni di chiara matrice intimidatoria. Vengono poi emessi dal Gip del tribunale di Roma altri provvedimenti per violenza privata, in seguito alle indagini condotte dalla DIGOS e della questura di Roma, diretta da Domenico Vulpiani.
Nel 1997, il giudice Guido Salvini asserì che vi sarebbe stata una certa somiglianza nelle striature dei proiettili che avevano ucciso Valerio Verbano e Fausto e Iaio. Il giudice aggiunse che il reperto, transitato per vari uffici giudiziari, venne smarrito.

Il 18 marzo 2000, il consigliere di Rifondazione Comunista Umberto Gay denuncia pubblicamente Corsi:
Corsi annuncia una querela nei confronti di Umberto Gay, ma Gay dichiara di non avere ricevuto alcuna querela da parte di Corsi.

Nel dicembre 2000 il magistrato Clementina Forleo archivia la sua posizione per insufficienza di prove:
Nel 2010 Corsi è stato condannato per aver lasciato intendere, nel corso di un programma radiofonico, che l'ex calciatore della Juventus Sergio Brio avesse una relazione omosessuale con il giornalista Alessandro Cecchi Paone.

## Carriera radiofonica
Nei primi anni novanta, nel periodo della dirigenza di Giuseppe Ciarrapico, essendo stato con Guido Zappavigna uno dei leader dei Boys, gruppo ultras della curva sud della Roma, veniva invitato ad intervenire telefonicamente in numerose trasmissioni radiofoniche calcistiche delle radio private romane.
Contemporaneamente Corsi è per anni responsabile di Easy London a Roma, il cui fondatore è il neofascista Roberto Fiore, rifugiatosi con Massimo Morsello ed altri a Londra negli anni ottanta.
Passa poi direttamente alla conduzione su Radio Incontro, come spalla di Bruno Ripepi. Nel corso della stagione 1996/97 Ripepi lascia la radio e Corsi è chiamato a condurre la trasmissione. Nel 1998 il programma cambia nome in Te La Do Io Tokyo e, nel 2001, si sposta su Rete Sport. Successivamente, nel 2005, viene programmata sull'emittente Centro Suono Sport, dove rimane fino al 2024, per poi trasferirsi su Tele Radio Stereo.
Anche la sua attività radiofonica è stata oggetto di critiche e denunce. Il 21 ottobre 2004 la Gazzetta dello Sport denuncia di aver ricevuto minacce da Corsi durante la sua trasmissione. Nel 2008 la trasmissione da lui condotta è accusata di avere minacciato i cronisti Sky, la notizia viene smentita da Corsi e da tutta la redazione della trasmissione. Nel corso del programma scaturiscono altre polemiche e Corsi è costretto a leggere la rettifica ordinata dall'autorità Garante delle Comunicazioni per le affermazioni fatte sul conto del direttore del giornale il Romanista. La sua trasmissione è tuttavia apprezzata, come dimostrano i crescenti dati di ascolto. Il programma radiofonico di Corsi si è occupato di pedofilia e del caso mediatico di Rignano Flaminio, nato dalle accuse di alcuni genitori, riunitisi nell'associazione Agiref (Associazione genitori Rignano Flaminio), contro il personale di un asilo, accuse che si sono poi rivelate infondate. Corsi, appoggiando le accuse di Agiref, ha organizzato una manifestazione contro la pedofilia proprio a Rignano Flaminio il 28 febbraio 2009, alla quale hanno aderito anche diversi personaggi del mondo dello spettacolo, dello sport e della politica.
Dal 2011 al 2024 riceve il premio Microfono d'Oro per la trasmissione più seguita nella categoria Roma. Nel 2012 riceve il premio S.P.Q.R. per il suo impegno nell'attività sociale alla 5ª edizione della manifestazione Premio Sette Colli. La consegna del premio a Corsi ha suscitato forti polemiche.